# Eben Alexander
Eben Alexander III (* 11. Dezember 1953 in Charlotte, North Carolina, USA) ist ein US-amerikanischer Neurochirurg.
Er ist Autor des Bestsellers Proof of Heaven: A Neurosurgeon’s Journey into the Afterlife, in dem er seine Nahtoderfahrung aus dem Jahr 2008 beschreibt und behauptet, sein Fall belege eindeutig, dass ichbewusste Erfahrungen nicht zwingend an die Funktion des Cortex gebunden sind und es anders geartete Existenzbereiche gibt, die außerhalb der natürlichen Wahrnehmungen liegen. In deutscher Sprache erschien das Buch unter dem Titel Blick in die Ewigkeit.

## Frühes Leben, Familie, Ausbildung
Alexander ist der Nachkomme einer Familie von Wissenschaftlern, Juristen und Ärzten. Er besuchte die Phillips Exeter Academy (Abschluss 1972), die Universität von North Carolina in Chapel Hill (AB, 1975) und die Duke University School of Medicine (MD 1981).
Alexander war ein Praktikant in Allgemeinchirurgie an der Duke University Medical Center, Assistenzarzt am Duke, Newcastle (Großbritannien) General Hospital. Er war Assistenzarzt und wissenschaftlicher Mitarbeiter am Brigham and Womens Hospital und Massachusetts General Hospital und wurde vom American Board of Neurological Surgery und dem American College of Surgeons (F.A.C.S.) zertifiziert.

## Beruflicher Werdegang

### Akademische und klinische Stationen
Alexander hat an der Duke University Medical Center, Brigham and Womens Hospital, Harvard Medical School, University of Massachusetts Medical School und der University of Virginia Medical School gelehrt.
Er war an folgenden Krankenhäusern tätig: am Brigham and Womens Hospital, am Boston Kinderkrankenhaus, am Dana-Farber-Cancer-Institute, am Massachusetts General Hospital, am University of Massachusetts Medical Center und am General Hospital-CentraHealth in Lynchburg (Virginia).

### Weitere berufliche Tätigkeiten
Alexander ist ein Mitglied der American Medical Association und verschiedener anderer Fachgesellschaften. Er ist Mitglied der Redaktionen verschiedener Zeitschriften gewesen.

## Buch: Proof of Heaven
Alexander ist der Autor des 2012 erschienenen autobiographischen Buches Proof of Heaven: Eine Reise eines Neurochirurgen ins Jenseits, in dem er darlegt, dass er 2008 während eines durch Meningitis induzierten Komas eine außerkörperliche Erfahrung und eine Nahtod-Erfahrung (NDE) machte. Er sieht es als Beweis, dass das Bewusstsein unabhängig vom Gehirn ist und der Tod nur ein Übergang in eine Ewigkeit. Er legt weiter dar, dass das gegenwärtige Verständnis des Geistes

„jetzt zerbrochen zu unseren Füßen liege … [weil] … Was mir passiert ist, hat es zerstört, und ich beabsichtige, den Rest meines Lebens die wahre Natur des Bewusstseins zu untersuchen und mit der Tatsache zu verbringen, dass wir mehr, viel mehr als unser physisches Gehirn sind, soweit es in meinen Kräften liegt, sowohl für meine Kolleginnen und Wissenschaftler als auch für alle Menschen im allgemeinen.“

Alexanders Buch war im Oktober 2012 im Newsweek-Magazin die Titelgeschichte. Im Mai 2012 beschrieb er in einem Artikel eine mehr technische Darlegung der in seinem Buch geschilderten Ereignisse: Meine Erfahrung im Coma, welche in AANS Neurosurgeon erschien, der Fachzeitschrift der American Association of Neurological Surgeons. Seit der Veröffentlichung des Buches hielt er auf der ganzen Welt in Kirchen, Krankenhäusern, medizinischen Fakultäten und wissenschaftlichen Symposien Vorträge und trat in TV-Shows auf wie Super Soul Sunday mit Oprah Winfrey.
Ab dem 21. September 2014 war Proof of Heaven 97 Wochen auf der The New York Times Bestseller-Liste.

## Buch: Map of Heaven
Alexanders zweites Buch Map of Heaven (deutsch: Die Vermessung der Ewigkeit) erschien im Oktober 2014. Dort legte er wieder seine Überzeugung dar, dass es ein Leben nach dem Tod gibt und dass das Bewusstsein unabhängig vom Gehirn ist. Um seine Ansichten zu unterstützen, zitierte er die Schriften von Philosophen, Wissenschaftlern und religiösen Führern in der Geschichte sowie auch Briefe von Lesern, die ihm über eigene spirituelle Erfahrungen erzählt haben, die seine eigenen Vorstellungen teilen.
Auszüge aus Map of Heaven wurden in der britischen Zeitung The Daily Mail im Oktober 2014 abgedruckt.
Map of Heaven wurde ebenfalls ein Bestseller in der New York Times in der 18. Woche, Oktober 2014.

## Werke
Als Autor
- Proof of Heaven. A Neurosurgeon’s Journey Into the Afterlife. Simon & Schuster, New York 2012, ISBN 978-1-4516-9518-2.
  - deutsch: Blick in die Ewigkeit. Die faszinierende Nahtoderfahrung eines Neurochirurgen. Ansata, München 2013, ISBN 978-3-7787-7477-9.
- The Map of Heaven. How Science, Religion, and Ordinary People Are Proving the Afterlife. Simon and Schuster, New York 2014, ISBN 978-1-4767-6641-6.
  - deutsch: Vermessung der Ewigkeit. 7 fundamentale Erkenntnisse über das Leben nach dem Tod. Ansata, München 2015, ISBN 978-3-7787-7493-9.

Als Herausgeber
- Advanced Neurosurgical Navigation. Thieme, New York City 1999, ISBN 0-86577-767-5.